# Tussenuur
Een tussenuur of snipperuur is een lesuur bij het voortgezet ofwel secundair onderwijs, waarin een student of een leerkracht geen les heeft. Het wordt voorafgegaan en gevolgd door uren waarin de leerling of de leerkracht wel les heeft. Tussenuren zijn meestal een gevolg van lesuitval, bijvoorbeeld ziekteverzuim door een leraar. Ze kunnen ook standaard zijn opgenomen in een lesrooster. Dit laatste komt vooral in de hogere klassen voor omdat leerlingen daar voor een bepaald vakkenpakket kunnen kiezen. In verband met de beschikbaarheid van leraren is het dan soms erg lastig om voor iedereen een sluitend rooster te maken.